# Lizzy Greene
Lizzy Greene (właśc. Elisabeth Anne Greene; ur. 1 maja 2003 w Dallas) – amerykańska aktorka dziecięca. Grała m.in. w serialu Nicky, Ricky, Dicky i Dawn.

## Filmografia
| Rok       | Tytuł                       | Rola         | Uwagi                  |
| --------- | --------------------------- | ------------ | ---------------------- |
| 2014      | Grzmotomocni                | Morgan       | 1 odc.                 |
| 2014      | Damaged Goods               | młoda Nicole | film TV                |
| 2014-2018 | Nicky, Ricky, Dicky i Dawn  | Dawn Harper  | serial, główna rola    |
| 2015      | Nickelodeon's Ho Ho Holiday | Ela Mesma    | film TV                |
| 2017      | Tiny Christmas              | Barkley      | film TV                |
| 2018-2023 | A Million Little Things     | Sophie Dixon | w gł. obsadzie serialu |

## Nagrody
| Rok  | Nagroda             | Kategoria                    | Praca                      | Rezultat  |
| ---- | ------------------- | ---------------------------- | -------------------------- | --------- |
| 2016 | Kids’ Choice Awards | Ulubiona aktorka telewizyjna | Nicky, Ricky, Dicky i Dawn | Nominacja |
| 2016 | Young Artist Award  | Najlepsza obsada serialu     | Nicky, Ricky, Dicky i Dawn | Nominacja |
| 2018 | Kids' Choice Awards | Ulubiona aktorka telewizyjna | Nicky, Ricky, Dicky i Dawn | Nominacja |